# Ludwik Grimaldi
Ludwik Grimaldi (zm. 5 listopada 1402 roku) – senior Monako od stycznia do 19 grudnia 1395 roku oraz ponownie 11 maja 1397 do 5 listopada 1402 roku (razem z Janem z Beuil lub - co mniej prawdopodobne - Janem I). Najstarszy syn Karola I i Lucchiny Spinoli, brat Rainiera II.
Pod koniec XIV w. doszło do walk między gwelfami i gibelinami genueńskimi. W styczniu 1395 r. Jan (wł. Giovanni) i Ludwik (wł. Ludovico), baronowie de Beuil z rodu Grimaldich. Zdobyli oni zbrojnie Monako, dzięki poparciu tutejszych gwelfów. 19 grudnia tego roku przedsięwzięli wyprawę wojskową na włoskie Vintimille. Seniorzy ponieśli klęskę, chcąc ją zdobyć. Schwytano ich i wywieziono do więzienia w Genui. Zwolennicy Grimaldich wycofali się do Monako, gdzie rządzili gwelfowie. Genueńczycy mieli już dość niekończącącej się wojny domowej pomiędzy gibelinami a gwelfami. W 1396 r. poprosili o opiekę oraz mediację Karola VI Szalonego, króla Francji. Dzięki mediacji króla Jan z Ludwikiem zostali uwolnieni, a ich zwolennicy amnestionowani. Po powrocie Jan z Ludwikiem panowali w Monako od 11 maja 1397 do 5 listopada 1402 r, gdy Ludwik zmarł. Potem Monako znalazło pod zarządem genueńskim. Wiosną 1410 r. Ludwik II Andegaweński, władca Prowansji, zdobył Monako. Wprowadził do twierdzy 120 osobową załogę wojskową pod dowództwem kapitana Gilles'a Guédona. Francuzi pozostawali tam do wiosny 1419 r.